# Armorial des communes du Pas-de-Calais (Q-Z)
Cette page donne les armoiries (figures et blasonnements) des communes et des anciennes communes du Pas-de-Calais de Q à Z.
Pour les articles homonymes, voir Armorial des communes du Pas-de-Calais.

## Q
| Blason de Quéant | Blason  | De sable aux trois fasces d’argent, sur le tout de sable aux trois lionceaux d’argent, lampassés et couronnés d’or. |
| Blason de Quéant | Détails | Le statut officiel du blason reste à déterminer.                                                                    |

| Blason de Quelmes | Blason  | De gueules à l’escarboucle pommetée d’or.        |
| Blason de Quelmes | Détails | Le statut officiel du blason reste à déterminer. |

| Blason de Quercamps | Blason  | D’azur à l’oiseau d’or surmonté d’un lambel d’argent. |
| Blason de Quercamps | Détails | Le statut officiel du blason reste à déterminer.      |

| Blason de Quernes | Blason  | D'or à la bande d'azur chargée de trois têtes de lion arrachées du champ; au lambel à trois pendants de gueules, chaque pendant chargé de trois châteaux d'or rangés en pal, brochant en chef; à la roue de moulin de gueules accostée de deux chabots adossés au naturel, brochant en pointe. |
| Blason de Quernes | Détails | Le statut officiel du blason reste à déterminer. |
| Blason de Quernes | Alias   | De gueules aux trois têtes de léopard arrachées d’or, à la bande d’azur brochant sur le tout. |

| Blason de Le Quesnoy-en-Artois | Blason  | D’or à l’aigle de sable.                         |
| Blason de Le Quesnoy-en-Artois | Détails | Le statut officiel du blason reste à déterminer. |

| Blason de Quesques | Blason  | D’or à la fasce bandée de gueules et d’argent de six pièces. |
| Blason de Quesques | Détails | Le statut officiel du blason reste à déterminer.             |

| Blason de Questrecques | Blason  | Écartelé au 1) et 4) d’azur fretté de six pièces d’or accompagné de huit chausse- trappes d’argent posées en orle, au 2) et 3) d’or à la croix ancrée de gueules. |
| Blason de Questrecques | Détails | Le statut officiel du blason reste à déterminer. |

| Blason de Quiéry-la-Motte | Blason  | D’azur à la bande d’argent chargée de trois mouchetures d’hermine de sable posées à plomb. |
| Blason de Quiéry-la-Motte | Détails | Le statut officiel du blason reste à déterminer.                                           |

| Blason de Quiestède | Blason  | D'azur à la silhouette cartographique de la commune d'or et à l'église du même, mouvant de celle-ci à dextre, girouettée d'un coq contourné de sable, le tout accompagné de quatre fleurs de lys 2 et 2 et d'or, au chef du même chargé de deux étoiles du champ. |
| Blason de Quiestède | Détails | Le statut officiel du blason reste à déterminer. |

| Blason de Quilen | Blason  | De sable à la croix ancrée d'argent cantonnée de quatre doloires du même, au 1 et 4 posées en barre, au 2 et 3 posées en bande, les taillants vers le cœur. |
| Blason de Quilen | Détails | Le statut officiel du blason reste à déterminer. |

| Blason de Quœux-Haut-Maînil | Blason  | Parti au 1) de gueules semé de croisettes d’argent, au 2) d’argent aux trois fasces de gueules. |
| Blason de Quœux-Haut-Maînil | Détails | Le statut officiel du blason reste à déterminer.                                                |

## R

### Ra
| Blason de Racquinghem | Blason  | De gueules au lion d’argent, sur le tout d’azur chargé de trois canettes d’argent, becquées et membrées du champ, borchant sur le tout. |
| Blason de Racquinghem | Détails | Le statut officiel du blason reste à déterminer.                                                                                        |

| Blason de Radinghem | Blason  | Écartelé, au premier et au quatrième d'argent au chevron de sable accompagné de trois merlettes du même, au deuxième et au troisième de sinople à trois maillets d'or. |
| Blason de Radinghem | Détails | Le statut officiel du blason reste à déterminer. |

| Blason de Ramecourt | Blason  | D’hermine aux trois fleurs de lys au pied nourri de gueules . |
| Blason de Ramecourt | Détails | Le statut officiel du blason reste à déterminer.              |

| Blason de Ransart | Blason  | De sable à la bande d’argent chargée de trois têtes de lionceau arrachées de gueules. |
| Blason de Ransart | Détails | Le statut officiel du blason reste à déterminer.                                      |

| Blason de Raye-sur-Authie | Blason  | D’azur au chevron d’or accompagné en chef de deux molettes du même et en pointe d’un poisson d’argent posé en pal, le dos vers la dextre. |
| Blason de Raye-sur-Authie | Détails | Le statut officiel du blason reste à déterminer.                                                                                          |

### Re
| Blason de Rebecques (ancienne commune) | Blason  | Écartelé d’or et de sable, au chef aussi d’or chargé d’une aigle de sable. |
| Blason de Rebecques (ancienne commune) | Détails | Le statut officiel du blason reste à déterminer.                           |

| Blason de Rebergues | Blason  | D'or au lion léopardé de sable, armé et lampassé de gueules; à la terrasse ondée d'azur. |
| Blason de Rebergues | Détails | Le statut officiel du blason reste à déterminer.                                         |

| Blason de Rebreuve-Ranchicourt | Blason  | Parti : au 1) fascé de vair et de gueules de six pièces, au second d’argent au chevron de gueules. |
| Blason de Rebreuve-Ranchicourt | Détails | Le statut officiel du blason reste à déterminer.                                                   |

| Blason de Rebreuve-sur-Canche | Blason  | D’argent à la bande de gueules chargée de trois coquilles d’or. |
| Blason de Rebreuve-sur-Canche | Détails | Le statut officiel du blason reste à déterminer.                |

| Blason de Rebreuviette | Blason  | Fascé de gueules et d'argent; au chef du même chargé de trois merlettes de sable. |
| Blason de Rebreuviette | Détails | Le statut officiel du blason reste à déterminer.                                  |

| Blason de Reclinghem | Blason  | D’or à l’écusson d’argent bordé d’azur, à la bordure d’azur. |
| Blason de Reclinghem | Détails | Le statut officiel du blason reste à déterminer.             |

| Blason de Récourt | Blason  | De gueules aux trois bandes de vair, au chef d’or. |
| Blason de Récourt | Détails | Le statut officiel du blason reste à déterminer.   |

| Blason de Recques-sur-Course | Blason  | De sinople au pal d’argent accosté de deux poissons d’or affrontés en pal. |
| Blason de Recques-sur-Course | Détails | Le statut officiel du blason reste à déterminer.                           |

| Blason de Recques-sur-Hem | Blason  | D’or aux deux bandes ondées d’azur, au château essoré d’argent de deux tours couvertes girouettées du même, maçonné de sable, brochant sur le tout. |
| Blason de Recques-sur-Hem | Détails | Le statut officiel du blason reste à déterminer. |

| Blason de Regnauville | Blason  | D’argent au lion de sable, à la bordure de gueules. |
| Blason de Regnauville | Détails | Le statut officiel du blason reste à déterminer.    |

| Blason de Rely | Blason  | D’argent aux trois chevrons de gueules, au chef d’azur chargé de trois fleurs de lys d’or. |
| Blason de Rely | Détails | Le statut officiel du blason reste à déterminer.                                           |

| Blason de Remilly-Wirquin | Blason  | De gueules à la roue de moulin d’argent.         |
| Blason de Remilly-Wirquin | Détails | Le statut officiel du blason reste à déterminer. |

| Blason de Rémy | Blason  | D’argent aux trois merlettes de gueules.         |
| Blason de Rémy | Détails | Le statut officiel du blason reste à déterminer. |

| Blason de Renty | Blason  | D'argent à trois doloires de gueules, les deux du chef adossées. |
| Blason de Renty | Détails | Le statut officiel du blason reste à déterminer.                 |

| Blason de Rety | Blason  | D’argent aux dix losanges de gueules ordonnées 3.2.3.2. |
| Blason de Rety | Détails | Le statut officiel du blason reste à déterminer.        |

### Ri
| Blason de Richebourg | Blason  | D’azur aux cinq cotices d’or, au franc-quartier du même chargé d’une croisette ancrée de gueules. |
| Blason de Richebourg | Détails | Le statut officiel du blason reste à déterminer.                                                  |

| Blason de Riencourt-lès-Bapaume | Blason  | Taillé, au premier de gueules aux deux crosses adossées d’argent accompagnées de neuf rats contournés de sable posés en orle, au second d’or à la croix ancrée de gueules. |
| Blason de Riencourt-lès-Bapaume | Détails | * Il y a là non-respect de la règle de contrariété des couleurs : ces armes sont fautives (sable sur gueules). Le statut officiel du blason reste à déterminer.            |

| Blason de Riencourt-lès-Cagnicourt | Blason  | D'or à la croix ancrée de gueules, à la bordure de sinople. |
| Blason de Riencourt-lès-Cagnicourt | Détails | Le statut officiel du blason reste à déterminer.            |

| Blason de Rimboval | Blason  | Écartelé d’or au créquier arraché de gueules et vairé d’or et d’azur. |
| Blason de Rimboval | Détails | Le statut officiel du blason reste à déterminer.                      |

| Blason de Rinxent | Blason  | Taillé: au 1er d'azur à trois fasces ondées d'or, au 2e d'azur au lion d'or armé et lampassé de gueules, accompagné en pointe d'un croissant lui-même surmonté d'une étoile, le tout de même; à la cotice en barre d'argent brochant sur la partition. |
| Blason de Rinxent | Détails | * Il y a là non-respect de la règle de contrariété des couleurs : ces armes sont fautives (gueules sur azur). Le statut officiel du blason reste à déterminer.                                                                                         |

| Blason de Rivière | Blason  | De gueules à la barre ondée d’argent, accompagnée en chef de deux tours d’or, ouvertes et ajourées du champ, maçonnées de sable, rangées en barre, et en pointe de quatre gerbes d’or posées en orle. |
| Blason de Rivière | Détails | Armes parlantes. (rivière) Le statut officiel du blason reste à déterminer. |

### Ro
| Blason de Robecq | Blason  | De gueules à la bande d’or accompagnée de six billettes d’or posées en orle. |
| Blason de Robecq | Détails | Le statut officiel du blason reste à déterminer.                             |

| Blason de Roclincourt | Blason  | Parti : au 1) d’azur à la fleur de lys d’or, au 2) d’or à la croix ancrée de gueules. |
| Blason de Roclincourt | Détails | Le statut officiel du blason reste à déterminer.                                      |

| Blason de Rocquigny | Blason  | Tranché de gueules et d’azur, au filet en bande d’argent brochant sur la partition, à la colombe du Saint-Esprit fondante et rayonnante d’or brochant sur le tout. |
| Blason de Rocquigny | Détails | Le statut officiel du blason reste à déterminer. |

| Blason de Rodelinghem | Blason  | Bandé d'azur et d'argent, à la bordure componée d'argent et de gueules. |
| Blason de Rodelinghem | Détails | Le statut officiel du blason reste à déterminer.                        |

| Blason de Roëllecourt | Blason  | Parti : au 1) d’or au puits de gueules, au 2) de gueules aux trois coquilles d’or. |
| Blason de Roëllecourt | Détails | Le statut officiel du blason reste à déterminer.                                   |

| Blason de Rœux | Blason  | Écartelé au 1) et au 4) d’argent à la fasce de gueules surmontée de trois coqs de sable, membrés, crêtés, becqués et barbés de gueules, rangés en chef, au 2) et au 3) d’or à fasce de gueules et à la bordure engrêlée du même ; sur le tout d’argent aux trois fleurs de lys de gueules surmontées d’un lambel d’azur. |
| Blason de Rœux | Détails | Le statut officiel du blason reste à déterminer. |

| Blason de Rollancourt | Blason  | D’azur à la bande d’or accompagnée de deux cygnes d’argent. |
| Blason de Rollancourt | Détails | Le statut officiel du blason reste à déterminer.            |

| Blason de Rombly | Blason  | D’argent à la barre de sinople accompagnée en chef d’un casque romain contourné d’or, emplumé de gueules et en pointe d’une fontaine couverte du même, maçonnée de sable, au filet d’eau d’azur, au franc-canton senestre du champ chargé d’un hanneton de sable posé en bande. |
| Blason de Rombly | Détails | Le statut officiel du blason reste à déterminer. |

| Blason de Roquetoire | Blason  | Fascé d’or et d’azur de huit pièces, à l’escarboucle pommetée de l'un en l'autre brochant sur les deux premières fasces. |
| Blason de Roquetoire | Détails | Le statut officiel du blason reste à déterminer.                                                                         |

| Blason de Rougefay | Blason  | De gueules aux trois jumelles d’argent, à la bande du même brochant sur le tout. |
| Blason de Rougefay | Détails | Le statut officiel du blason reste à déterminer.                                 |

| Blason de Roussent | Blason  | D’argent au sautoir d’azur chargé en cœur d’une molette d’or. |
| Blason de Roussent | Détails | Le statut officiel du blason reste à déterminer.              |

| Blason de Rouvroy | Blason  | D’azur à l’épi de blé d’or, mantelé de gueules, aux deux pics de mineur de sable° passés en sautoir mouvant de la pointe et brochant sur la partition, au chef cousu d’azur. |
| Blason de Rouvroy | Détails | * Il y a là non-respect de la règle de contrariété des couleurs. Le statut officiel du blason reste à déterminer.                                                            |

| Blason de Royon | Blason  | D’argent à la croix de gueules chargée en cœur d’une coquille d’or, cantonnée de quatre coquilles aussi de gueules. |
| Blason de Royon | Détails | Le statut officiel du blason reste à déterminer.                                                                    |

### Ru
| Blason de Ruisseauville | Blason  | De gueules à la fasce d’argent accompagnée de trois merlettes de sable*.                                                        |
| Blason de Ruisseauville | Détails | * Il y a là non-respect de la règle de contrariété des couleurs sable/gueules. Le statut officiel du blason reste à déterminer. |

| Blason de Ruitz | Blason  | D'or à deux écussons d'azur accolés en abîme, celui de dextre chargé de trois agrafes [?] d'or et celui de senestre de deux chevronnels jumelés et alésés du même, les deux écussons sommé d'un trèfle d'argent et surmontés d'une couronne vicomtale de gueules et supportés par deux branches de lierre de sinople. |
| Blason de Ruitz | Détails | Le statut officiel du blason reste à déterminer. |

| Blason de Rumaucourt | Blason  | D'azur à la barre d’or chargée d’une sarcelle de sable en chef et d’un brochet du même en pointe, accompagnée de deux fleurs de lys d’or. |
| Blason de Rumaucourt | Détails | Le statut officiel du blason reste à déterminer.                                                                                          |

| Blason de Rumilly | Blason  | Écartelé de gueules aux trois tours d’or et d’argent aux trois fleurs de lys au pied nourri de gueules. |
| Blason de Rumilly | Détails | Le statut officiel du blason reste à déterminer.                                                        |

| Blason de Ruminghem | Blason  | Parti : au premier mi parti d’azur à la tour d’argent, ouverte et ajourée du champ, maçonnée de sable, au franc-canton alésé en taillé, soutenu de gueules, chargé d’un besant aussi d’argent, au second coupé ondé à la fasce ondé tiercée en fasce d’argent, d’azur et de sable, brochant sur la partition, au I d’azur au lion issant d’argent, armé et lampassé de gueules, et au II d’argent au cep arraché de sable, fruité de trois pièces, bordé à dextre aussi de sable,. |
| Blason de Ruminghem | Détails | Le statut officiel du blason reste à déterminer. |

| Blason de Ruyaulcourt | Blason  | D’azur à l’aigle bicéphale d’or becquée et armée de gueules, à la bordure aussi d’or. |
| Blason de Ruyaulcourt | Détails | Le statut officiel du blason reste à déterminer.                                      |

## S

### Sa
| Blason de Sachin | Blason  | D’or à la bande de gueules chargée en chef d’un croissant d’argent à plomb, accompagnée de dix billettes cousues du même, ordonnées 3.2 en chef et 2.3 en pointe.                                                                                              |
| Blason de Sachin | Détails | * Ces armes emploient le terme « cousu » dans le seul but de contrevenir à la règle de contrariété des couleurs : elles sont fautives : argent sur or. Conflit héraldique : le dessin montre trois billettes. Le statut officiel du blason reste à déterminer. |

| Blason de Sailly-au-Bois | Blason  | De sable semé de fleurs de lys d’or, sur le tout d’argent chargé d’un arbre arraché de sinople brochant sur le tout. |
| Blason de Sailly-au-Bois | Détails | Le statut officiel du blason reste à déterminer.                                                                     |

| Blason de Sailly-en-Ostrevent | Blason  | Taillé au 1) de gueules aux sept bonnettes (pierres) d’argent rangées en deux barres 4.3 au 2) de sinople à la gerbe d’argent ; à la cotice ondée en barre d’argent brochant sur la partition. |
| Blason de Sailly-en-Ostrevent | Détails | Le statut officiel du blason reste à déterminer. |

| Blason de Sailly-Labourse | Blason  | Écartelé en 1) d'argent à la fasce de gueules (qui est de Béthune), en 2) et 3) contre-écartelé d'or et de sable (qui est de Lens-Beuvry), en 4) d'or à la croix ancrée de gueules (qui est de Saint-Vaast) |
| Blason de Sailly-Labourse | Détails | Le statut officiel du blason reste à déterminer. |

| Blason de Sailly-sur-la-Lys | Blason  | D’or à la barre ondée d’azur accompagnée en chef d’une croix ancrée de gueules et en pointe du bâtiment de la prévôté du même. |
| Blason de Sailly-sur-la-Lys | Détails | Le statut officiel du blason reste à déterminer.                                                                               |

| Blason de Sains-en-Gohelle | Blason  | Taillé : au 1) d’argent à l’arbre arraché de sinople, au 2) d’azur aux trois coquilles d’or mal ordonnées ; à la barre d’or brochant sur la partition ;le tout sommé d’un chef d’azur semé de fleurs de lys d’or, brisé d’un lambel de gueules de trois pendants chargés chacun de trois petits châteaux aussi d’or rangés en pal. |
| Blason de Sains-en-Gohelle | Détails | Le statut officiel du blason reste à déterminer. |

| Blason de Sains-lès-Fressin | Blason  | Parti : au 1) d’or au gonfanon de gueules frangé de sinople, au 2) de gueules à la fasce d’argent. |
| Blason de Sains-lès-Fressin | Détails | Le statut officiel du blason reste à déterminer.                                                   |

| Blason de Sains-lès-Marquion | Blason  | De gueules au chevron d’argent accompagné en chef de deux vaches du même et en pointe d’un fuseau aussi d’argent. |
| Blason de Sains-lès-Marquion | Détails | Le statut officiel du blason reste à déterminer.                                                                  |

| Blason de Sains-lès-Pernes | Blason  | Écartelé au 1) et au 4) d’argent à la bande fuselée de gueules, au 2) et au 3) d’or aux trois huchets contournés de gueules, virolés et enguichés d’argent. |
| Blason de Sains-lès-Pernes | Détails | Le statut officiel du blason reste à déterminer. |

| Blason de Saint-Amand | Blason  | D’hermine au chef de sable chargé d’une mitre d’or accostée de quatre plumes du même passées en deux sautoirs. |
| Blason de Saint-Amand | Détails | Le statut officiel du blason reste à déterminer.                                                               |

| Blason de Saint-Aubin | Blason  | De gueules aux trois croissants d’or.            |
| Blason de Saint-Aubin | Détails | Le statut officiel du blason reste à déterminer. |

| Blason de Saint-Denœux | Blason  | D’argent au sautoir de gueules chargé en cœur d’une molette d’or et cantonnée de quatre croisettes aussi de gueules. |
| Blason de Saint-Denœux | Détails | Le statut officiel du blason reste à déterminer.                                                                     |

| Blason de Saint-Étienne-au-Mont | Blason  | D’azur au pont isolé de deux arches d’argent maçonné de sable, au chef cousu de sinople semé d’abeilles d’or.                                                                                              |
| Blason de Saint-Étienne-au-Mont | Détails | * Ces armes emploient le terme « cousu » dans le seul but de contrevenir à la règle de contrariété des couleurs : elles sont fautives : sinople sur azur. Le statut officiel du blason reste à déterminer. |

| Blason de Saint-Floris | Blason  | De gueules au chevron d'argent chargés de 7 mouchetures d'hermine de sable, accompagné en chef de deux étoifes percées d'argent et en pointe d'une cloche de tenné. * Il y a là non-respect de la règle de contrariété des couleurs : ces armes sont fautives (Tenné sur gueules)). |
| Blason de Saint-Floris | Détails | Conflit héraldique: voir page de la commune. Present sur le site, 2022 |

| Blason de Saint-Folquin | Blason  | Parti : au 1) de gueules à l’évêque de carnation, vêtu d’or, crossé, nimbé, mitré du même et bénissant de la dextre, au 2) vairé d’or et d’azur. |
| Blason de Saint-Folquin | Détails | Le statut officiel du blason reste à déterminer.                                                                                                 |

| Blason de Saint-Georges | Blason  | D’argent à la croix de gueules.                  |
| Blason de Saint-Georges | Détails | Le statut officiel du blason reste à déterminer. |

| Blason de Saint-Hilaire-Cottes | Blason  | Parti : au 1) vairé d’argent et de gueules, au second d’argent aux deux fasces bretessées contre bretessées de gueules. |
| Blason de Saint-Hilaire-Cottes | Détails | Le statut officiel du blason reste à déterminer.                                                                        |

| Blason de Saint-Inglevert | Blason  | De sinople aux deux lances de tournoi d’argent passées en sautoir, cantonnées en chef d’une tente de gueules, aux flancs et en pointe de trois molettes d’argent, au chef d’or chargé d’une clé de gueules posée en fasce. |
| Blason de Saint-Inglevert | Détails | * Il y a là non-respect de la règle de contrariété des couleurs : ces armes sont fautives (gueules sur sinople). Le statut officiel du blason reste à déterminer.                                                          |

| Blason de Saint-Josse | Blason  | Parti : au 1) d’or aux trois tourteaux de gueules rangés en pal, au second d’or aux trois bandes d’azur. |
| Blason de Saint-Josse | Détails | Le statut officiel du blason reste à déterminer.                                                         |

| Blason de Saint-Laurent-Blangy | Blason  | D’azur au château de trois tours d’or pavillonnées et girouettées du même, ajouré, maçonné de sable. |
| Blason de Saint-Laurent-Blangy | Détails | Le statut officiel du blason reste à déterminer.                                                     |

| Blason de Saint-Léger | Blason  | De gueules aux trois têtes de léopard arrachées d’or, lampassées d’azur. |
| Blason de Saint-Léger | Détails | Le statut officiel du blason reste à déterminer.                         |

| Blason de Saint-Léonard | Blason  | Taillé : au 1) d’azur à l’église d’argent, couverte de gueules, sur une terrasse de sinople, au second d’or alvéolé d’argent à l’abeille de gueules aillée aussi d’argent brochant sur le tout. |
| Blason de Saint-Léonard | Détails | * Il y a là non-respect de la règle de contrariété des couleurs : ces armes sont fautives (sinople sur azur et argent sur or). Le statut officiel du blason reste à déterminer.                 |

| Blason de Saint-Martin-au-Laërt (ancienne commune) | Blason  | Taillé : au 1) de sinople au heaume d’argent, au 2) de gueules au monde croisé aussi d’argent ; à la cotice en barre d’argent brochant sur la partition. |
| Blason de Saint-Martin-au-Laërt (ancienne commune) | Détails | Le statut officiel du blason reste à déterminer. |

| Blason de Saint-Martin-Boulogne | Blason  | De sinople au chevron d’argent accompagné de trois rustres du même. |
| Blason de Saint-Martin-Boulogne | Détails | Le statut officiel du blason reste à déterminer.                    |

| Blason de Saint-Martin-Choquel | Blason  | D’argent aux trois mouchets de sable.            |
| Blason de Saint-Martin-Choquel | Détails | Le statut officiel du blason reste à déterminer. |

| Blason de Saint-Martin-d'Hardinghem | Blason  | D’azur à la fasce d’or accompagnée en chef d’un château du même et en pointe d’une rose aussi d’or. |
| Blason de Saint-Martin-d'Hardinghem | Détails | Le statut officiel du blason reste à déterminer.                                                    |

| Blason de Saint-Martin-sur-Cojeul | Blason  | De gueules à la mitre d’or.                      |
| Blason de Saint-Martin-sur-Cojeul | Détails | Le statut officiel du blason reste à déterminer. |

| Blason de Saint-Michel-sous-Bois | Blason  | Échiqueté de gueules et d’or de six tires, au franc-quartier d’hermine chargé d’un chérubin de gueules tenant un rameau de sinople avec sa bouche. |
| Blason de Saint-Michel-sous-Bois | Détails | Le statut officiel du blason reste à déterminer.                                                                                                   |

| Blason de Saint-Michel-sur-Ternoise | Blason  | D’argent à la bande de gueules chargée de trois coqs de sable.                                                                                                  |
| Blason de Saint-Michel-sur-Ternoise | Détails | * Il y a là non-respect de la règle de contrariété des couleurs : ces armes sont fautives (sable sur gueules). Le statut officiel du blason reste à déterminer. |

| Blason de Saint-Nicolas | Blason  | De gueules à la bande d'argent côtoyée de deux cotices du même. |
| Blason de Saint-Nicolas | Détails | Le statut officiel du blason reste à déterminer.                |

| Blason de Saint-Omer | Blason  | De gueules à la croix patriarcale d'argent.      |
| Blason de Saint-Omer | Détails | Le statut officiel du blason reste à déterminer. |

| Blason de Saint-Omer-Capelle | Blason  | D’argent au fort de sable vu en plan, à la crosse d’azur brochant sur le tout, au chef vairé d’or et d’azur de quatre tires. |
| Blason de Saint-Omer-Capelle | Détails | Le statut officiel du blason reste à déterminer.                                                                             |

| Blason de Saint-Pol-sur-Ternoise | Blason  | Parti : au 1, d'azur à la gerbe d'avoine d'or ; au 2, de gueules à trois pals de vair, au chef d'or chargé d'un lambel d'azur. |
| Blason de Saint-Pol-sur-Ternoise | Détails | Le statut officiel du blason reste à déterminer.                                                                               |

| Blason de Saint-Rémy-au-Bois | Blason  | D’argent à la barre d'azur accompagnée en chef d’une mitre de sinople et en pointe de trois arbres du même posés en orle. |
| Blason de Saint-Rémy-au-Bois | Détails | Le statut officiel du blason reste à déterminer.                                                                          |

| Blason de Saint-Tricat | Blason  | Fascé d’or et d’azur de huit pièces, au sautoir d’argent chargé en cœur d’une merlette de sable brochant sur le tout. |
| Blason de Saint-Tricat | Détails | Le statut officiel du blason reste à déterminer.                                                                      |

| Blason de Saint-Venant | Blason  | De gueules aux deux bars adossés d’argent, accompagnés de trois trèfles du même. |
| Blason de Saint-Venant | Détails | Le statut officiel du blason reste à déterminer.                                 |

| Blason de Sainte-Austreberthe | Blason  | D’argent au sautoir de sinople chargé en cœur d’une molette d’or. |
| Blason de Sainte-Austreberthe | Détails | Le statut officiel du blason reste à déterminer.                  |

| Blason de Sainte-Catherine | Blason  | Parti : au 1) de gueules à la croix ancrée d’or, au 2) d’argent à la roue de huit rayons de gueules brisée en chef. |
| Blason de Sainte-Catherine | Détails | Le statut officiel du blason reste à déterminer.                                                                    |

| Blason de Sainte-Marie-Kerque | Blason  | Écartelé : au 1) et au 4) contre-écartelé au I et IV d’or à l’aigle bicéphale de gueules, au II et III d’or à l’ours en pied de sable, au 2) et 3) d’azur à la bande d’or accompagnée de six besants posés en orle. |
| Blason de Sainte-Marie-Kerque | Détails | Le statut officiel du blason reste à déterminer. |

| Blason de Sallaumines | Blason  | D’azur au terril de sable, au puits de mine de gueules ajouré d’argent, senestré d’une cheminée d’usine du même, le tout brochant sur le terril, surmonté d’une colombe essorante d’argent tenant en son bec un rameau du même. |
| Blason de Sallaumines | Détails | * Il y a là non-respect de la règle de contrariété des couleurs : ces armes sont fautives (sable et gueules sur azur). Armes parlantes. (puits de mine) Le statut officiel du blason reste à déterminer.                        |

| Blason de Salperwick | Blason  | De gueules à la fasce d’or surmonté d’un lambel de cinq pendants du même. |
| Blason de Salperwick | Détails | Le statut officiel du blason reste à déterminer.                          |

| Blason de Samer | Blason  | D'or aux deux crosses de sable passées en sautoir, cantonnées en chef d'un rencontre de cerf du même, aux flancs et en pointe de trois tourteaux de gueules. |
| Blason de Samer | Détails | Le statut officiel du blason reste à déterminer. |

| Blason de Sangatte | Blason  | D’azur au lion d’or armé et lampassé de gueules. |
| Blason de Sangatte | Détails | Le statut officiel du blason reste à déterminer. |

| Blason de Sanghen | Blason  | De gueules à l’église d’argent, au chef du même chargé de trois huchets de gueules. |
| Blason de Sanghen | Détails | Le statut officiel du blason reste à déterminer.                                    |

| Blason de Sapignies | Blason  | De gueules à la croix alésée dentelée d’or, surmontée d'un lambel cousu d’azur, chaque pendant chargé d’une petite tour d’argent.                              |
| Blason de Sapignies | Détails | * Il y a là non-respect de la règle de contrariété des couleurs : ces armes sont fautives (azur sur gueules). Le statut officiel du blason reste à déterminer. |

| Blason de Le Sars | Blason  | D’azur au portail d’église d’argent posé sur une champagne d’or, accosté en chef de deux étoiles du même. |
| Blason de Le Sars | Détails | Le statut officiel du blason reste à déterminer.                                                          |

| Blason de Sars-le-Bois | Blason  | D’azur à la crosse épiscopale d’or.              |
| Blason de Sars-le-Bois | Détails | Le statut officiel du blason reste à déterminer. |

| Blason de Sarton | Blason  | D’azur à la barre d’argent chargée d’une aigle de gueules posée à plomb. |
| Blason de Sarton | Détails | Le statut officiel du blason reste à déterminer.                         |

| Blason de Sauchy-Cauchy | Blason  | D’argent aux trois fasces de sable, au saule du champ brochant sur le tout. |
| Blason de Sauchy-Cauchy | Détails | Le statut officiel du blason reste à déterminer.                            |

| Blason de Sauchy-Lestrée | Blason  | De sable au saule d’argent soutenu de trois pointes du même appointées vers le bas du fût de l’arbre. |
| Blason de Sauchy-Lestrée | Détails | Le statut officiel du blason reste à déterminer.                                                      |

| Blason de Saudemont | Blason  | D’or au pal de sable chargé d’une escarboucle pommetée et fleurdelysée du champ. |
| Blason de Saudemont | Détails | Le statut officiel du blason reste à déterminer.                                 |

| Blason de Saulchoy | Blason  | D’argent au saule de sinople, à la bordure d’azur.                        |
| Blason de Saulchoy | Détails | Armes parlantes. (saule) Le statut officiel du blason reste à déterminer. |

| Blason de Saulty | Blason  | Écartelé : au 1) et au 4) d’or à la croix ancrée de gueules, au 2) et 3) d’azur à sept besants d’or ordonnés 3, 3, 1. |
| Blason de Saulty | Détails | Le statut officiel du blason reste à déterminer.                                                                      |

| Blason de Savy-Berlette | Blason  | Gironné d'argent et de gueules, au chef de sinople à un saint Martin, son manteau et son pauvre d'argent. |
| Blason de Savy-Berlette | Détails | Le statut officiel du blason reste à déterminer.                                                          |

### Se à su
| Blason de Selles | Blason  | Bandé de gueules et d’argent de six pièces, au chef d’hermine . |
| Blason de Selles | Détails | Le statut officiel du blason reste à déterminer.                |

| Blason de Sempy | Blason  | D’argent aux trois fasces de gueules chargées chacune d’un maillet d’or. |
| Blason de Sempy | Détails | Le statut officiel du blason reste à déterminer.                         |

| Blason de Seninghem | Blason  | D’argent à la quintefeuille de gueules percée d’or. |
| Blason de Seninghem | Détails | Le statut officiel du blason reste à déterminer.    |

| Blason de Senlecques | Blason  | Échiqueté d’or et de gueules de six tires, au franc-quartier d’hermine. |
| Blason de Senlecques | Détails | Le statut officiel du blason reste à déterminer.                        |

| Blason de Senlis | Blason  | D’argent au portail d’église de sable sommé d’un clocher du même, surmonté de six quintefeuilles aussi de sable rangées en chef. |
| Blason de Senlis | Détails | Le statut officiel du blason reste à déterminer.                                                                                 |

| Blason de Séricourt | Blason  | D’argent au chevron d’azur chargé de cinq coquilles d’or. |
| Blason de Séricourt | Détails | Le statut officiel du blason reste à déterminer.          |

| Blason de Serques | Blason  | D’argent à l’écusson d’azur chargé d’un moulin à vent d’or. |
| Blason de Serques | Détails | Le statut officiel du blason reste à déterminer.            |

| Blason de Servins | Blason  | D’azur au croissant d’argent accompagné en chef de trois étoiles et en pointe de deux étoiles du même. |
| Blason de Servins | Détails | Le statut officiel du blason reste à déterminer.                                                       |

| Blason de Setques | Blason  | De sinople aux trois pommes de pin d’or.         |
| Blason de Setques | Détails | Le statut officiel du blason reste à déterminer. |

| Blason de Sibiville | Blason  | D’azur au château donjonné de trois tourelles d’argent, ajouré et maçonné de sable, sur le tout d’argent chargé d’un cœur de gueules couronné d’or et d’un chef d’azur surchargé de trois étoiles aussi d’argent. |
| Blason de Sibiville | Détails | Le statut officiel du blason reste à déterminer. |

| Blason de Simencourt | Blason  | Écartelé au 1) et au 4) d’argent aux trois tourteaux de gueules, au 2) et au 3) d’azur à la fasce d’or accompagnée de six billettes du même trois rangées en chef et trois rangées en pointe. |
| Blason de Simencourt | Détails | Le statut officiel du blason reste à déterminer. |

| Blason de Siracourt | Blason  | Échiqueté d’argent et d’azur de six tires, au lambel de sable en chef. |
| Blason de Siracourt | Détails | Le statut officiel du blason reste à déterminer.                       |

| Blason de Sombrin | Blason  | De gueules fretté de six pièces d’argent.        |
| Blason de Sombrin | Détails | Le statut officiel du blason reste à déterminer. |

| Blason de Sorrus | Blason  | Écartelé au 1) et au 4) d’argent aux trois aiglettes de gueules, becquées et membrées d’azur, au 2) et 3) de gueules fretté de six pièces d’argent. |
| Blason de Sorrus | Détails | Le statut officiel du blason reste à déterminer. |

| Blason de Souastre | Blason  | De sinople fretté de seize pièces d’argent.      |
| Blason de Souastre | Détails | Le statut officiel du blason reste à déterminer. |

| Blason de Souchez | Blason  | D’azur au chevron d’or accompagné de trois têtes de loup arrachées du même, lampassées de gueules, les deux du chef affrontées. |
| Blason de Souchez | Détails | Le statut officiel du blason reste à déterminer.                                                                                |

| Blason de Le Souich | Blason  | Écartelé : aux 1er et 4e d'argent à trois alérions de gueules, aux 2e et 3e d'or à deux bandes de gueules. |
| Blason de Le Souich | Détails | Le statut officiel du blason reste à déterminer.                                                           |

| Blason de Surques | Blason  | D’argent à la croix écartelée de gueules et d’or. |
| Blason de Surques | Détails | Le statut officiel du blason reste à déterminer.  |

| Blason de Sus-Saint-Léger | Blason  | De gueules fretté de six pièces d’hermine.       |
| Blason de Sus-Saint-Léger | Détails | Le statut officiel du blason reste à déterminer. |

## T

### Ta à Ti
| Blason de Tangry | Blason  | D’argent à la fasce vivrée de sable.             |
| Blason de Tangry | Détails | Le statut officiel du blason reste à déterminer. |

| Blason de Tardinghen | Blason  | Parti : au 1) d’azur au chevron d’or accompagné de trois coquilles du même, au second d’argent aux deux fasces de gueules. |
| Blason de Tardinghen | Détails | Le statut officiel du blason reste à déterminer.                                                                           |

| Blason de Tatinghem (ancienne commune) | Blason  | D’or aux trois étoiles d'azur, au chef du même chargé de deux fleurs de lys au pied nourri du champ. |
| Blason de Tatinghem (ancienne commune) | Détails | Le statut officiel du blason reste à déterminer.                                                     |

| Blason de Teneur | Blason  | D’argent au chevron de sable accompagné de trois merlettes du même. |
| Blason de Teneur | Détails | Le statut officiel du blason reste à déterminer.                    |

| Blason de Ternas | Blason  | D’azur aux quatre ruches d’or.                   |
| Blason de Ternas | Détails | Le statut officiel du blason reste à déterminer. |

| Blason de Thélus | Blason  | D’or à la croix ancrée de gueules chargée d’une branche écotée d’argent posée en fasce et d’une crosse du même brochant sur la branche. |
| Blason de Thélus | Détails | Le statut officiel du blason reste à déterminer.                                                                                        |

| Blason de Thérouanne | Blason  | De gueules à la fleur de lys d’argent accompagné de trois mitres d’or. |
| Blason de Thérouanne | Détails | Le statut officiel du blason reste à déterminer.                       |

| Blason de Thiembronne | Blason  | D’azur à la bande d’or accompagnée de deux fleurs de lys du même. |
| Blason de Thiembronne | Détails | Le statut officiel du blason reste à déterminer.                  |

| Blason de La Thieuloye | Blason  | De gueules au lion d’hermine.                    |
| Blason de La Thieuloye | Détails | Le statut officiel du blason reste à déterminer. |

| Blason de Thièvres | Blason  | D’or à la bande componée de sable et d’azur.     |
| Blason de Thièvres | Détails | Le statut officiel du blason reste à déterminer. |

| Blason de Tigny-Noyelle | Blason  | D’azur au pal d’argent chargé en pointe d’une molette du champ, accosté en chef de deux molettes d’or. |
| Blason de Tigny-Noyelle | Détails | Le statut officiel du blason reste à déterminer.                                                       |

| Blason de Tilloy-lès-Hermaville | Blason  | D’or aux deux branches de tilleul de sinople posées en chevron renversé, surmontées d’un lambel de gueules. |
| Blason de Tilloy-lès-Hermaville | Détails | Armes parlantes. (branches de tilleul) Le statut officiel du blason reste à déterminer.                     |

| Blason de Tilloy-lès-Mofflaines | Blason  | De gueules fretté de huit pièces d’or, sur le tout du même chargé d’une croisette ancrée du champ . |
| Blason de Tilloy-lès-Mofflaines | Détails | Le statut officiel du blason reste à déterminer.                                                    |

| Blason de Tilly-Capelle | Blason  | D’argent aux trois chevrons de gueules.          |
| Blason de Tilly-Capelle | Détails | Le statut officiel du blason reste à déterminer. |

| Blason de Tilques | Blason  | D’argent aux trois têtes de maure de sable tortillées du champ. |
| Blason de Tilques | Détails | Le statut officiel du blason reste à déterminer.                |

| Blason de Tincques | Blason  | D’or aux trois tanches de gueules posées en pal. |
| Blason de Tincques | Détails | Le statut officiel du blason reste à déterminer. |

| Blason de Tingry | Blason  | D’argent aux trois rencontres de bœuf de sable.  |
| Blason de Tingry | Détails | Le statut officiel du blason reste à déterminer. |

### To à Tz
| Blason de Tollent | Blason  | De gueules à la fasce d’argent accompagnée en chef d’un lion du même et en pointe d’une tour aussi d’argent. |
| Blason de Tollent | Détails | Le statut officiel du blason reste à déterminer.                                                             |

| Blason de Torcy | Blason  | D’or au lion de vair.                            |
| Blason de Torcy | Détails | Le statut officiel du blason reste à déterminer. |

| Blason de Tortefontaine | Blason  | D’azur à la fontaine torse d’argent, au chef d’or chargé d’un lambel de gueules.   |
| Blason de Tortefontaine | Détails | Armes parlantes. (fontaine torse) Le statut officiel du blason reste à déterminer. |

| Blason de Tortequesne | Blason  | D'argent à la champagne de sable (alias d'argent) chargée de huit vergettes d'argent (alias de sable), à un chêne tordu arraché de sinople, futé de sable, brochant sur le tout. Ornements extérieursCroix de guerre 1914-1918 |
| Blason de Tortequesne | Détails | Armes parlantes. (chêne tordu) Création Francis Détournay, adoptée en 1985. |

| Blason de Le Touquet-Paris-Plage | Blason  | Parti, au premier d'or à trois bandes d'azur, à un phare d'argent enflammé d'or posé sur une dune de sinople émergeant d'une mer aussi d'argent mouvant de la pointe, à la bordure de gueules, au second de gueules à une nef équipée et habillée d'argent voguant sur des ondes du même mouvant de la pointe, au chef cousu d'azur semé de fleurs de lys d'or. |
| Blason de Le Touquet-Paris-Plage | Détails | Armes par allusion : le second reprend le blason de Paris, présente dans le nom de la commune. Le statut officiel du blason reste à déterminer. |

| Blason de Tournehem-sur-la-Hem | Blason  | De gueules à la porte de la ville à galerie crénelée d’argent. |
| Blason de Tournehem-sur-la-Hem | Détails | Le statut officiel du blason reste à déterminer.               |

| Blason de Tramecourt | Blason  | De sable au château d’argent, au franc-canton du même chargé d’une croisette ancrée du champ. |
| Blason de Tramecourt | Détails | Le statut officiel du blason reste à déterminer.                                              |

| Blason de Le Transloy | Blason  | Tiercé en fasce au 1) de gueules au lion léopardé d’or, au 2) d’or plain au 3) d’azur au croissant d’argent. |
| Blason de Le Transloy | Détails | Le statut officiel du blason reste à déterminer.                                                             |

| Blason de Trescault | Blason  | D’or aux trois arbres arrachés de sinople mal ordonnés, soutenus de quatre pointes du même appointées vers le bas du fût du 1er arbre. |
| Blason de Trescault | Détails | Le statut officiel du blason reste à déterminer.                                                                                       |

| Blason de Troisvaux | Blason  | D'argent à un cœur cousu d'or soutenu de deux rameaux feuillés de sinople posés en chevron renversé, accompagné de trois cormorans de gueules.                                                          |
| Blason de Troisvaux | Détails | * Ces armes emploient le terme « cousu » dans le seul but de contrevenir à la règle de contrariété des couleurs : elles sont fautives : or sur argent. Le statut officiel du blason reste à déterminer. |

| Blason de Tubersent | Blason  | D’or à la croix ancrée de gueules chargée en cœur d’une rose d’argent. |
| Blason de Tubersent | Détails | Le statut officiel du blason reste à déterminer.                       |

## V

### Va
| Blason de Vacquerie-le-Boucq | Blason  | Échiqueté d’argent et d’azur de six tires, au chef de gueules. |
| Blason de Vacquerie-le-Boucq | Détails | Le statut officiel du blason reste à déterminer.               |

| Blason de Vacqueriette-Erquières | Blason  | D’azur au chevron d’or accompagné de trois branches de bruyère du même. |
| Blason de Vacqueriette-Erquières | Détails | Le statut officiel du blason reste à déterminer.                        |

| Blason de Valhuon | Blason  | De gueules à trois fasces ondées d’argent, au lion du même armé et lampassé d’or brochant sur le tout. |
| Blason de Valhuon | Détails | Le statut officiel du blason reste à déterminer.                                                       |

| Blason de Vaudricourt | Blason  | D’or à la bande de gueules, accompagnée de trois hures de sanglier de sable, une en chef, deux en pointe, au lambel d’azur. |
| Blason de Vaudricourt | Détails | Le statut officiel du blason reste à déterminer.                                                                            |

| Blason de Vaudringhem | Blason  | D’azur à trois quintefeuilles d’argent.          |
| Blason de Vaudringhem | Détails | Le statut officiel du blason reste à déterminer. |

| Blason de Vaulx | Blason  | D’or à la bande d’azur.                          |
| Blason de Vaulx | Détails | Le statut officiel du blason reste à déterminer. |

| Blason de Vaulx-Vraucourt | Blason  | Bandé d’argent et de contre-vair de six pièces, à trois sangliers de sable défendus aussi d’argent, deux sur la deuxième bande d'argent et une sur la troisième. |
| Blason de Vaulx-Vraucourt | Détails | Le statut officiel du blason reste à déterminer. |

### Ve
| Blason de Vélu | Blason  | D’argent à trois fasces de sable, sur le tout du champ chargé de trois chevrons de gueules. |
| Blason de Vélu | Détails | Le statut officiel du blason reste à déterminer.                                            |

| Blason de Vendin-le-Vieil | Blason  | D’argent à l’hôtel de ville de sable ajouré d’or, adextré d’un ouvrier de carnation, vêtu d’or et d’azur et senestré d’un épi de blé aussi d’or.            |
| Blason de Vendin-le-Vieil | Détails | * Il y a là non-respect de la règle de contrariété des couleurs : ces armes sont fautives (or sur argent). Le statut officiel du blason reste à déterminer. |

| Blason de Vendin-lès-Béthune | Blason  | D’or au chevron renversé d’azur accompagné de trois hures de sanglier de sable mal ordonnées. |
| Blason de Vendin-lès-Béthune | Détails | Le statut officiel du blason reste à déterminer.                                              |

| Blason de Verchin | Blason  | D’argent à la croix ancrée de sable surmontée d’un lambel du même. |
| Blason de Verchin | Détails | Le statut officiel du blason reste à déterminer.                   |

| Blason de Verchocq | Blason  | D’azur aux trois lionceaux d’or.                 |
| Blason de Verchocq | Détails | Le statut officiel du blason reste à déterminer. |

| Blason de Verlincthun | Blason  | Bandé d’or, échiqueté de gueules de trois tires et d’azur de six pièces, à un château d’or maçonné de sable, donjonné de trois tourelles du même et girouetté aussi d’or brochant sur le tout. |
| Blason de Verlincthun | Détails | Conflit héraldique : le dessin ne représente pas le "bandé d'or" ni l' "échiqueté de gueules de trois tires et d'azur de six pièces". Le statut officiel du blason reste à déterminer.         |

| Blason de Vermelles | Blason  | De gueules à une ruche d’or accompagnée de trois abeilles du même, au chef cousu d’azur semé de lys d’or, brisé d’un lambel du même. |
| Blason de Vermelles | Détails | Armes parlantes. (Vermelles fait penser au miel) Le statut officiel du blason reste à déterminer.                                    |

| Blason de Verquigneul | Blason  | D’hermine à un croissant de sable.               |
| Blason de Verquigneul | Détails | Le statut officiel du blason reste à déterminer. |

| Blason de Verquin | Blason  | D’argent à une lampe de mineur de gueules, ajourée du champ, de laquelle sort un bouquet de six épis de blé cousus d’or, trois à dextre et trois à senestre, surmontée de deux écussons d’or fretté de six pièces aussi de gueules à dextre et de gueules chargé de trois fasces ondées aussi d’argent et d’un lion du même brochant. |
| Blason de Verquin | Détails | * Il y a là non-respect de la règle de contrariété des couleurs : ces armes sont fautives (or sur argent). Le statut officiel du blason reste à déterminer. |

| Blason de Verton | Blason  | Bandé d’or, échiqueté de gueules de trois tires et d’azur de six pièces. |
| Blason de Verton | Détails | Le statut officiel du blason reste à déterminer.                         |

### Vi
| Blason de Vieil-Hesdin | Blason  | Parti d’or et de gueules aux deux étoiles de l’un à l’autre en chef. |
| Blason de Vieil-Hesdin | Détails | Le statut officiel du blason reste à déterminer.                     |

| Blason de Vieil-Moutier | Blason  | D’or à deux crosses adossées de sable passées en sautoir, cantonnées en chef d’un massacre de cerf du même, aux flancs et en pointe de trois tourteaux de gueules. |
| Blason de Vieil-Moutier | Détails | Le statut officiel du blason reste à déterminer. |

| Blason de Vieille-Chapelle | Blason  | De gueules au chevron d’hermine accompagné en pointe d’une chapelle d’argent. |
| Blason de Vieille-Chapelle | Détails | Armes parlantes. (chapelle) Le statut officiel du blason reste à déterminer.  |

| Blason de Vieille-Église | Blason  | D’azur au chevron d’argent chargé d’une macle de gueules, accompagné en chef de deux tours aussi d’argent et en pointe d’une chicorée arrachée du même. |
| Blason de Vieille-Église | Détails | Le statut officiel du blason reste à déterminer. |

| Blason de Villers-au-Bois | Blason  | Parti de sable et d’or à l’aigle de l'un en l'autre , becquée, lampassée et armée de gueules . |
| Blason de Villers-au-Bois | Détails | Le statut officiel du blason reste à déterminer.                                               |

| Blason de Villers-au-Flos | Blason  | D’argent à la bande fuselée de gueules de cinq pièces. |
| Blason de Villers-au-Flos | Détails | Le statut officiel du blason reste à déterminer.       |

| Blason de Villers-Brûlin | Blason  | Fascé de gueules fretté de dix pièces d'argent, et d'or. |
| Blason de Villers-Brûlin | Détails | Le statut officiel du blason reste à déterminer.         |

| Blason de Villers-Châtel | Blason  | Écartelé au 1) et 4) fascé d’or et d’azur de huit pièces, au 2) et 3) d’azur au soleil d’or. |
| Blason de Villers-Châtel | Détails | Le statut officiel du blason reste à déterminer.                                             |

| Blason de Villers-l'Hôpital | Blason  | De sinople à la croix engrêlée d'argent, sur le tout du champ chargé d'une croix de Malte de gueules. |
| Blason de Villers-l'Hôpital | Détails | * Il y a là non-respect de la règle de contrariété des couleurs : ces armes sont fautives (gueules sur sinople). La croix de Malte, associée à l'ordre hospitalier de Malte, fait allusion au nom de la commune. Le statut officiel du blason reste à déterminer. |

| Blason de Villers-lès-Cagnicourt | Blason  | D’azur au chevron d’argent accompagné de trois quintefeuilles d’or, au chef du même chargé de trois merlettes de sable. |
| Blason de Villers-lès-Cagnicourt | Détails | Le statut officiel du blason reste à déterminer.                                                                        |

| Blason de Villers-Sir-Simon | Blason  | Coupé au 1) d’azur au chevron renversé d’or, au 2) d’argent au chevron de gueules, les deux chevrons appointés. |
| Blason de Villers-Sir-Simon | Détails | Le statut officiel du blason reste à déterminer.                                                                |

| Blason de Vimy | Blason  | Parti : au 1) d’hermine, au 2) d’argent à un rameau d’érable de sinople feuillé de trois pièces de gueules ; au chef du même. |
| Blason de Vimy | Détails | Le statut officiel du blason reste à déterminer.                                                                              |

| Blason de Vincly | Blason  | Fascé d’argent et de gueules de six pièces, les fasces d’argent chargées de huit merlettes de sable, ordonnées 3.2.3. |
| Blason de Vincly | Détails | Conflit héraldique : le dessin présente quatre merlettes. Le statut officiel du blason reste à déterminer.            |

| Blason de Violaines | Blason  | D’or à la fasce bretessée contre-bretessée d’azur, accompagnée en chef d’un lambel de gueules. |
| Blason de Violaines | Détails | Le statut officiel du blason reste à déterminer.                                               |

| Blason de Vis-en-Artois | Blason  | Taillé vivré : au 1) d’argent à la jumelle ondée d’azur en barre, au second de gueules à un épi de blé tronqué en barre. |
| Blason de Vis-en-Artois | Détails | Le statut officiel du blason reste à déterminer.                                                                         |

| Blason de Vitry-en-Artois | Blason  | D’azur à un château d’argent, ouvert, ajouré et maçonné de sable, surmonté d’une couronne d’or et posé sur une terrasse de sinople chargée d’une divise ondée d’argent. |
| Blason de Vitry-en-Artois | Détails | * Il y a là non-respect de la règle de contrariété des couleurs : ces armes sont fautives (sinople sur azur). Le statut officiel du blason reste à déterminer.          |

## W

### Wa à We
| Blason de Waben | Blason  | Parti : au 1) d’azur à trois fleurs de lys d’or, au 2) d’or à trois bandes d’azur, à la bordure de gueules. |
| Blason de Waben | Détails | Le statut officiel du blason reste à déterminer.                                                            |

| Blason de Wacquinghen | Blason  | De gueules à l’escarboucle pommetée et fleurdelysée d’or, la branche du chef terminée par une crosse du même. |
| Blason de Wacquinghen | Détails | Le statut officiel du blason reste à déterminer.                                                              |

| Blason de Wail | Blason  | D’argent à la croix de gueules chargée de trois molettes de huit rais d'argent rangées en pal.          |
| Blason de Wail | Détails | Conflit héraldique : le dessin présente deux molettes. Le statut officiel du blason reste à déterminer. |

| Blason de Wailly | Blason  | D’or à la bande d’azur chargée d’une crosse contournée du champ posée à plomb, accostée de deux coquilles d’argent. |
| Blason de Wailly | Détails | Le statut officiel du blason reste à déterminer.                                                                    |

| Blason de Wailly-Beaucamp | Blason  | Écartelé: au 1) d’azur à trois trèfles d’or, au 2) d’or à la croix échiquetée de sable et de gueules de deux tires, au 3) coupé au I échiqueté d’argent et d’azur de trois tires et au II d’hermine plain, au 4) d’or aux trois chabots de gueules. |
| Blason de Wailly-Beaucamp | Détails | Le statut officiel du blason reste à déterminer. |

| Blason de Wambercourt | Blason  | D’argent à trois écussons de gueules chargés d’un créquier arraché d’or. |
| Blason de Wambercourt | Détails | Le statut officiel du blason reste à déterminer.                         |

| Blason de Wamin | Blason  | Fascé d’or et de sable de six pièces.            |
| Blason de Wamin | Détails | Le statut officiel du blason reste à déterminer. |

| Blason de Wancourt | Blason  | D’argent fretté de six pièces de sable.          |
| Blason de Wancourt | Détails | Le statut officiel du blason reste à déterminer. |

| Blason de Wanquetin | Blason  | D'or à la croix fleurdelysée de gueules, à la cotice d'azur brochant sur le tout. |
| Blason de Wanquetin | Détails | Le statut officiel du blason reste à déterminer.                                  |

| Blason de Wardrecques | Blason  | De gueules à une gerbe d’or, à la bordure du même chargée de huit tourteaux du champ.                    |
| Blason de Wardrecques | Détails | Conflit héraldique : le dessin présente deux tourteaux. Le statut officiel du blason reste à déterminer. |

| Blason de Warlencourt-Eaucourt | Blason  | D’azur à un portail d’église d’argent sommé d’un clocher du même, accosté en chef de deux étoiles de huit rais d’or. |
| Blason de Warlencourt-Eaucourt | Détails | Le statut officiel du blason reste à déterminer.                                                                     |

| Blason de Warlincourt-lès-Pas | Blason  | D’azur semé de trèfles d’argent, à une fontaine d’or brochant sur le tout. |
| Blason de Warlincourt-lès-Pas | Détails | Le statut officiel du blason reste à déterminer.                           |

| Blason de Warlus | Blason  | Écartelé au 1) et au 4) de gueules à l’écusson d’argent au 2) et 3) d’azur à la fasce d’or. |
| Blason de Warlus | Détails | Le statut officiel du blason reste à déterminer.                                            |

| Blason de Warluzel | Blason  | De sinople à la fasce d'argent, à la bande de sept losanges de gueules brochant sur le tout. |
| Blason de Warluzel | Détails | Le statut officiel du blason reste à déterminer.                                             |

| Blason de Le Wast | Blason  | D’argent à la croix de sable chargée en cœur d’une molette de cinq rais d’or. |
| Blason de Le Wast | Détails | Le statut officiel du blason reste à déterminer.                              |

| Blason de Wavrans-sur-l'Aa | Blason  | De gueules à trois arbres arrachés d’argent.                                                          |
| Blason de Wavrans-sur-l'Aa | Détails | Conflit héraldique : le dessin présente deux arbres. Le statut officiel du blason reste à déterminer. |

| Blason de Wavrans-sur-Ternoise | Blason  | D’or à trois fleurs de lys de gueules.                                                                       |
| Blason de Wavrans-sur-Ternoise | Détails | Conflit héraldique : le dessin présente deux fleurs de lys. Le statut officiel du blason reste à déterminer. |

| Blason de Westrehem | Blason  | Fascé d'or et d'azur de huit pièces, à trois annelets de gueules brochant en chef sur la première partition. |
| Blason de Westrehem | Détails | Le statut officiel du blason reste à déterminer.                                                             |

### Wi
| Blason de Wicquinghem | Blason  | Parti : au 1) d’or au créquier arraché de gueules, au 2) de gueules à trois jumelles d’argent. |
| Blason de Wicquinghem | Détails | Le statut officiel du blason reste à déterminer.                                               |

| Blason de Widehem | Blason  | Parti au 1) de gueules à trois dards d’argent posés en pal, rangées en fasce, la pointe en bas, soutenus de trois autres dards montants du même, passés en pal et en sautoir, au 2) d’argent au chevron de gueules accompagné de trois chardons de sinople. |
| Blason de Widehem | Détails | Conflit héraldique : le dessin présente un seul dard la pointe en bas. Le statut officiel du blason reste à déterminer. |

| Blason de Wierre-au-Bois | Blason  | De sinople à Saint-Gendulphe cavalier d’argent.  |
| Blason de Wierre-au-Bois | Détails | Le statut officiel du blason reste à déterminer. |

| Blason de Wierre-Effroy | Blason  | D’argent à la bande de sable chargée de six losanges d’or posées à plomb. |
| Blason de Wierre-Effroy | Détails | Le statut officiel du blason reste à déterminer.                          |

| Blason de Willeman | Blason  | D’argent à la bande échiquetée de gueules et d’argent de deux tires, au chef d’azur. |
| Blason de Willeman | Détails | Le statut officiel du blason reste à déterminer.                                     |

| Blason de Willencourt | Blason  | D’or à trois fasces de gueules.                  |
| Blason de Willencourt | Détails | Le statut officiel du blason reste à déterminer. |

| Blason de Willerval | Blason  | Vairé d’argent et de gueules.                    |
| Blason de Willerval | Détails | Le statut officiel du blason reste à déterminer. |

| Blason de Wimereux | Blason  | Tranché : au 1) d’azur à une montgolfière d’argent, au 2) de sinople à une sirène aussi d’argent ; à la bande de gueules chargée de trois abeilles d’or brochant sur la partition. |
| Blason de Wimereux | Détails | Le statut officiel du blason reste à déterminer. |

| Blason de Wimille | Blason  | D’or au créquier arraché de gueules accompagné de trois tourteaux du même. |
| Blason de Wimille | Détails | Le statut officiel du blason reste à déterminer.                           |

| Blason de Wingles | Blason  | D’azur à l’écusson d’or accompagné de sept besants du même, au chef aussi d’or.                          |
| Blason de Wingles | Détails | Conflit héraldique : le dessin présente quatre besants. Le statut officiel du blason reste à déterminer. |

| Blason de Wirwignes | Blason  | De sable au lion d’argent, armé et lampassé de gueules, à la bordure cousue du même.                                                                            |
| Blason de Wirwignes | Détails | * Il y a là non-respect de la règle de contrariété des couleurs : ces armes sont fautives (gueules sur sable). Le statut officiel du blason reste à déterminer. |

| Blason de Wismes | Blason  | D’argent à la croix d’azur, sur le tout du champ chargé d’un chevron de gueules accompagné de trois merlettes de sable. |
| Blason de Wismes | Détails | Le statut officiel du blason reste à déterminer.                                                                        |

| Blason de Wisques | Blason  | De sinople au chevron d’or accompagné de trois têtes de paon contournées du même.                            |
| Blason de Wisques | Détails | Conflit héraldique : le dessin présente deux têtes de paon. Le statut officiel du blason reste à déterminer. |

| Blason de Wissant | Blason  | De gueules au dauphin d’argent.                  |
| Blason de Wissant | Détails | Le statut officiel du blason reste à déterminer. |

| Blason de Witternesse | Blason  | D'azur à deux œillets d'argent rangés en pal, à la bordure du même chargée de huit œillets d'azur. |
| Blason de Witternesse | Détails | Le statut officiel du blason reste à déterminer.                                                   |

| Blason de Wittes | Blason  | De sinople au prieuré du lieu d'argent essoré d'or, ouvert et ajouré de sable, accosté de deux chevaux cabrés et affrontés aussi d’argent aux sabots aussi d’or. |
| Blason de Wittes | Détails | Le statut officiel du blason reste à déterminer. |

| Blason de Wizernes | Blason  | D’argent aux trois fasces de gueules, sur le tout écartelé d’or et de sable. |
| Blason de Wizernes | Détails | Le statut officiel du blason reste à déterminer.                             |

## Y à Z
| Blason de Ytres | Blason  | Écartelé au 1) et 4) d’argent fretté de six pièces de gueules, au 2) et 3) de sable semé de fleurs de lys d’or. |
| Blason de Ytres | Détails | Le statut officiel du blason reste à déterminer.                                                                |

| Blason de Zoteux | Blason  | Deux écus accolés Au 1) écartelé au 1) et 4) d’argent à la croix d’azur, au 2) et 3) de gueules au sautoir d’or Au 2) écartelé au 1) et 4) de sinople à la croix ancrée d’argent, au 2) et 3) d’argent au lion de sable. |
| Blason de Zoteux | Détails | Le statut officiel du blason reste à déterminer. |

| Blason de Zouafques | Blason  | D’argent à trois aigles bicéphales de sable becquées et membrées de gueules.                          |
| Blason de Zouafques | Détails | Conflit héraldique : le dessin présente deux aigles. Le statut officiel du blason reste à déterminer. |

| Blason de Zudausques | Blason  | D'or à la bande de sable chargée d'une quintefeuille d'argent posée à plomb entre deux coquilles du même. |
| Blason de Zudausques | Détails | Inspiré des armes de la famille de Noircarmes, originaire du hameau éponyme située sur le territoire de Zudausques, et qui portait « d'or à la bande de sable chargée de trois coquilles d'argent ». Une des coquilles fut remplacée par une quintefeuille afin de renvoyer à la famille de Sainte-Aldegonde, qui absorba celle de Noircarmes, et qui portait « d'hermine à la croix de gueules chargée de cinq quintefeuilles (ou roses) d'or ». Cette quintefeuille évoque également la famille d'Ausque, originaires du village, et qui portait : « d'argent à la quintefeuille de sable ». Adopté par la municipalité le 14 février 1996. |

| Blason de Zutkerque | Blason  | Coupé au 1) d’or à trois quintefeuilles d’azur rangées en fasce, au 2) d’azur à une tête de loup arrachée d’or. |
| Blason de Zutkerque | Détails | Le statut officiel du blason reste à déterminer.                                                                |